# Yesterday Man
"Yesterday Man" is een nummer van de Brits-Duitse zanger Chris Andrews uit 1965.
Het nummer is geschreven door Andrews en geproduceerd door Ken Woodman en werd in september 1965 door Decca Records op single uitgebracht.  Het werd in Nieuw-Zeeland, Oostenrijk, Ierland en Duitsland een nummer-1 hit en haalde de derde plek in de UK Singles Chart. In de Vlaamse Ultratop 50 Singles en Nederlandse Top 40 kwam het tot de tweede plek. Na het Europese succes werd de single in 1966 in de Verenigde Staten uitgebracht, maar kwam het niet verder dan de 94e plek in de Billboard Hot 100. 
Het nummer werd in Duitsland ook in het Duits, onder de titel "Alles tu ich für dich", uitgebracht.

## NPO Radio 2 Top 2000
| Nummer met noteringen in de NPO Radio 2 Top 2000 | '99  | '00 | '01  | '02  | '03  | '04  | '05  |
| ------------------------------------------------ | ---- | --- | ---- | ---- | ---- | ---- | ---- |
| Yesterday Man                                    | 1715 | -   | 1848 | 1870 | 1632 | 1775 | 1948 |

1. ↑  Een '-' betekent dat het nummer niet was genoteerd en een vetgedrukt getal geeft de hoogste notering aan.
2. ↑  Deze tabel is bijgewerkt tot en met de laatste editie (2024).